# Hydrosaurus amboinensis
El hidrosaurio malayo (Hydrosaurus amboinensis), también llamado lagarto de cola de vela, dragón de agua o soasoa, es una de las tres especies del género Hydrosaurus, reptil autóctono de Nueva Guinea y Filipinas, en el Sudeste asiático.
Tiene la cabeza pequeña con el morro largo, el cuerpo cilíndrico con la cola muy comprimida, y apéndices en los dedos de los pies que le ayudan a nadar más eficazmente.
Al igual que los basiliscos neotropicales, puede recorrer pequeñas distancias sobre el agua antes de hundirse y seguir nadando. Es semiarbóreo pero vive siempre cerca de arroyos.
Es el agámido de mayor tamaño tiene una longitud total de casi 1 metro.

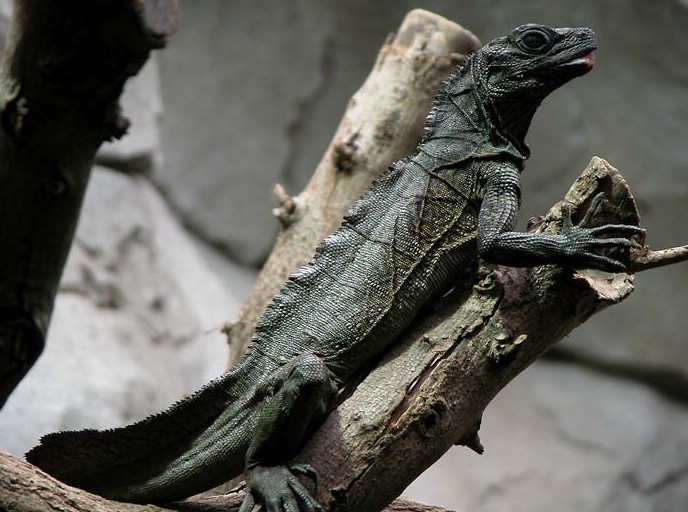
Ejemplar de Hydrosaurus amboinensis.